# Fængslet i Firehuse
Fængslet i Firehuse er et kommende topsikret statsfængsel, der er planlagt til at åbne i 2030 ved Firehuse mellem Karup og Frederiks i Viborg Kommune. Når fængslet efter planen er færdigbygget og i drift vil det være Danmarks næststørste, have plads til omkring 400 indsatte, et samlet areal på 350.000 m2, og en anlægspris på tre milliarder kroner.